# Jianshi (Enshi)
Jianshi (chiń. upr. 建始县; chiń. trad. 建始縣; pinyin Jiànshǐ Xiàn) – powiat w środkowej części prefektury autonomicznej Enshi w prowincji Hubei w Chińskiej Republice Ludowej. Liczba mieszkańców powiatu, w 2010 roku wynosiła 412038.